# Польцелли, Луиджа
Луиджа Польцелли (итал. Luigia Polzelli, Luigia Polcelli; 1760, Неаполь, Неаполитанское королевство — 5 октября 1830, Кошице, Австрийская империя) — итальянская певица меццо-сопрано, композитор. В 1779 году была зачислена вместе со своим мужем в штат музыкантов венгерского князя Миклоша (Николау I) Эстерхази, где работала вплоть до роспуска капеллы в 1790 году. Несмотря на значительную разницу в возрасте долгое время была любовницей и музой австрийского композитора Йозефа Гайдна. 

## Биография

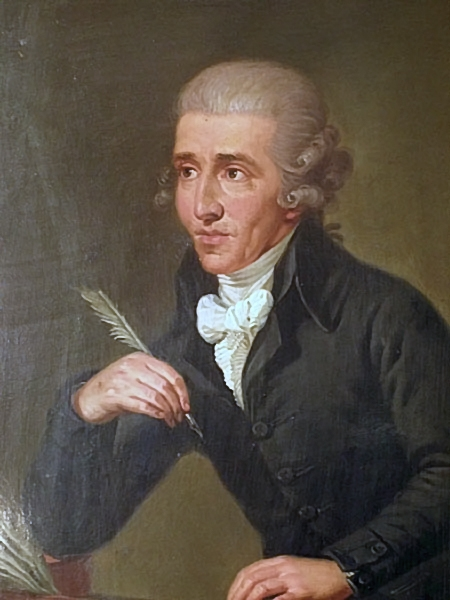
Людвиг Гуттенбрунн. Портрет Йозефа Гайдна, около 1770 года

Луиджа Морески (Luigia Moreschi) родилась около 1760 года в Неаполе, видимо была мавританского происхождения. Считается, что она вышла замуж за скрипача Антонио Польцелли незадолго до 1779 года; муж был значительно старше её и между ними сложились прохладные отношения. Супружеская пара, очевидно, жила некоторое время в Болонье. Сохранилось описание девушки, содержавшееся в итальянском паспорте, согласно которому: она была обладательницей узкого, удлинённого лица, имела смуглый цвет кожи, а также «тёмные лживые глаза, каштанового цвета брови и волосы». В том же году, 26 марта, после того как Луиджа прибыла ко двору венгерского князя Миклоша (Николау I) Иосифа Эстерхази со своим мужем, они заключили двухлетние контракты. Певице было тогда девятнадцать лет и она привлекла внимание обер-капельмейстера княжеского оркестра и руководителя оперного театра Йозефа Гайдна, который был старше её почти на три десятилетия. У него и девушки был несчастливый брак: оба тяготились своими супружескими обязанностями. В конечном итоге они сблизились и между ними завязались любовные отношения. Стендаль в очень вольной биографической книге «Жизнеописание Гайдна, Моцарта и Метастазио» писал о сварливом, ханжеском характере жены композитора и приводил следующую историю семей Гайдна и Польцелли: 
Бедный Гайдн пытался найти утешение в приятном обществе м-ль Бозелли, придворной певицы князя. Мир в семье, разумеется, от этого прочнее не стал. В конце концов Йозефу пришлось расстаться с женой, с которой в материальном отношении он обошёлся совершенно безупречно. <…> Скромный досуг, остававшийся ему в обычные дни, Гайдн уделял либо друзьям, либо м-ль Бозелли. Так выглядела его жизнь на протяжении более тридцати лет.
Общепризнанной точкой зрения является то, что супруги Польцелли не дотягивали по своему профессиональному уровню до исполнителей капеллы и князь намеревался расторгнуть с ними контракт в конце 1780 года. Так, Луиджа не обладала значительными вокальными и актёрскими данными, а её муж часто болел, но, как считается, благодаря заступничеству Гайдна они продолжали числиться среди музыкантов Николау Великолепного, вплоть до его смерти, после чего капелла была распущена его наследником. Также имеются сведения о том, что Гайдн облегчал для своей возлюбленной исполнение музыкальных обязанностей: упрощал, делал купюры в её партиях и т. д. Предполагается, что характер отношений между Йозефом и Луиджей до некоторой степени нашёл отражение в творчестве композитора, обусловило некоторый «эмоциональный сдвиг». В частности в этом отношении называется его опера «Вознаграждённая верность» (итал. La fedeltà premiata; 1780) на либретто Джамбатиста Лоренци. 
Близкие отношения между Гайдном и Польцелли продолжались более десяти лет, примерно до 1791 года, а согласно некоторым сведениям и позже. Так, биограф композитора советский музыковед Юлий Кремлёв писал: «Эта страсть (в которой силён был чувственный элемент) продлилась, постепенно слабея и тускнея, вплоть до старости композитора. По-видимому, Луиджа отвечала Гайдну взаимностью, но всё же в её отношении проявилось больше корысти, чем искренности. Во всяком случае, она неуклонно и очень настойчиво выманивала у Гайдна деньги». Такой же точки зрения примерно придерживался и Леопольд Новак, подчёркивая её корыстные мотивы, что нашло отражение в переписке Гайдна, часто писавшего о суммах, которые он ей высылал. В качестве особо низкого шага с её стороны в отношении престарелого композитора Новак называет то, что в мае 1800 года она вытребовала от него расписку в том, что он обязуется, если станет вдовцом, не жениться ни на ком кроме Луиджи. Кроме того, в случае смерти Гайдн должен был обеспечить ей пожизненную ренту в размере 300 австрийских гульденов.    
Позже она вторично вышла замуж, переехала в словацкий Кошице и умерла в 1830 году. Гайдн принимал деятельное участие в судьбе сыновей Польцелли, к которым был сильно привязан. Так, он помогал старшему сыну Пьетро в получении воспитания и образования. К нему он очень благоволил и сильно скорбел о его ранней смерти в девятнадцатилетнем возрасте. Его младший — Антонио — был учеником композитора и его даже называли незаконнорождённым сыном Гайдна.    